# Tadeus Reichstein

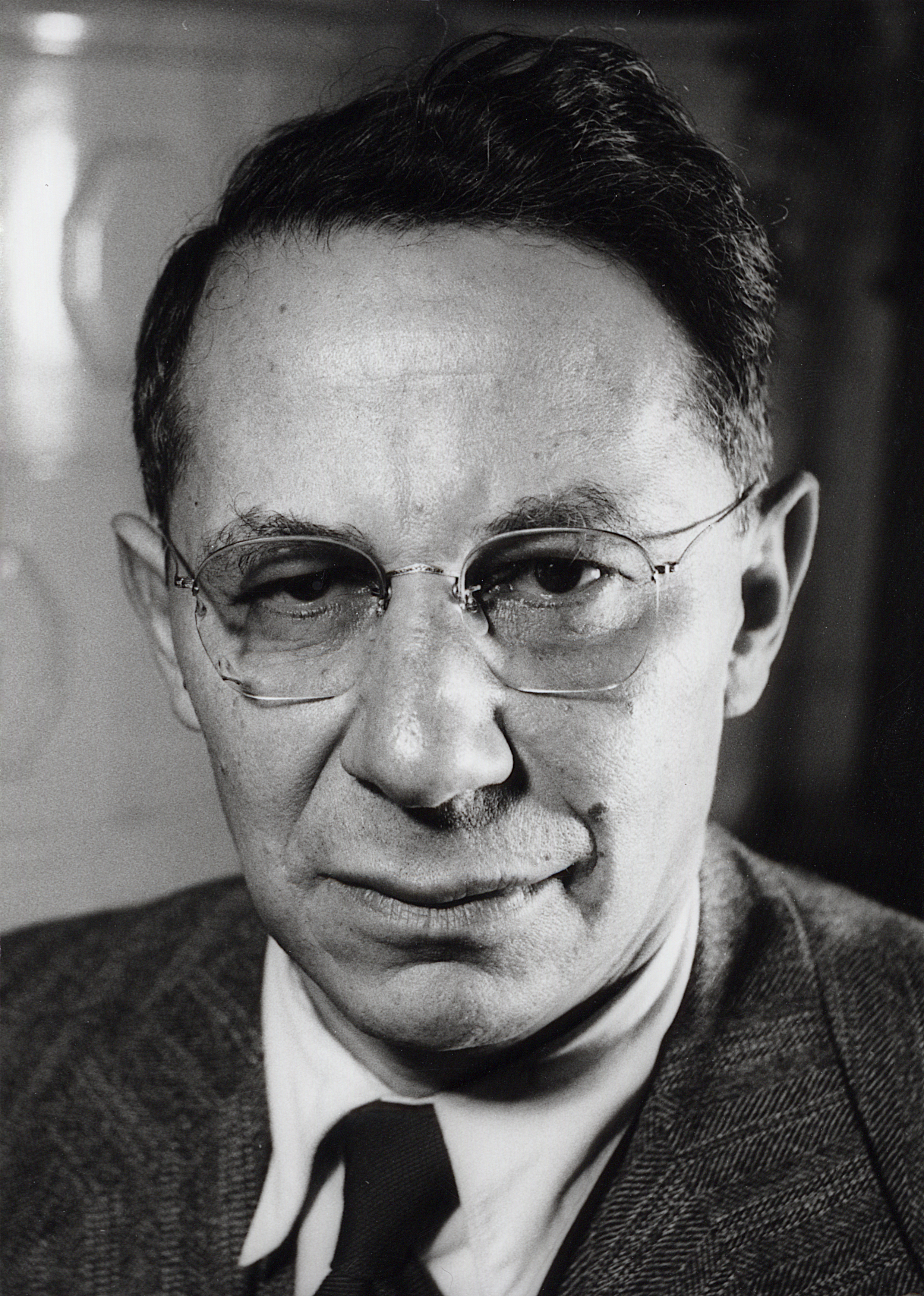
Tadeus Reichstein

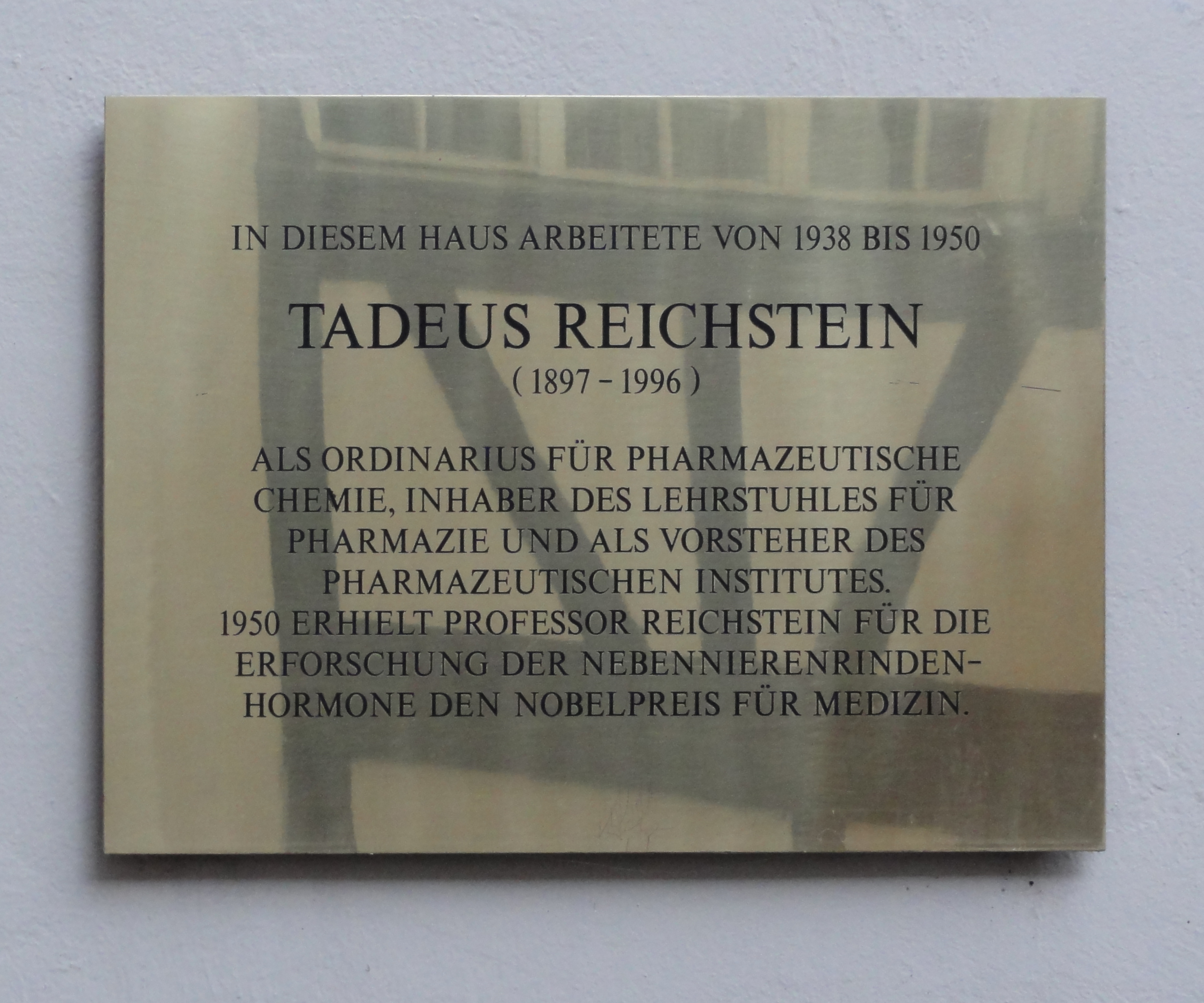
Gedenktafel, Basel

Tadeus Reichstein (* 20. Juli 1897 in Włocławek, Weichselland, Russisches Kaiserreich, als Tadeusz Reichstein, später auch Thadeus; † 1. August 1996 in Basel, Schweiz) war ein Schweizer Chemiker und Botaniker. Er erhielt 1950 den Nobelpreis für Physiologie oder Medizin.

## Schule, Studium und Tätigkeiten
Tadeus Reichstein stammte aus einer jüdisch-polnischen Familie. Sein Vater Isidor war Chemieingenieur, seine Mutter war Gustawa Brokmann. Reichstein verbrachte seine frühe Kindheit in Kiew. Infolge der Pogrome von 1905 im Russischen Reich beschloss Isidor Reichstein, mit seiner Familie zu emigrieren. Tadeus ging zunächst in Jena für zwei Jahre zur Schule und kam 1907 in die Schweiz, wo er 1914 die Schweizer Staatsbürgerschaft erhielt. Nach dem Besuch der Industrieschule Zürich (Oberrealschule, heute MNG Rämibühl) studierte er Chemie an der ETH Zürich und promovierte 1921 bei Hermann Staudinger mit einer Arbeit Über das offenkettige Tropin und einige seiner Homologen. Im Jahre 1929 erfolgte seine Habilitation über Die Zusammensetzung der Aromastoffe der gerösteten Cichorie und Arbeiten in der heterocyclischen Reihe im Bereich der organischen Chemie.
Im Jahre 1931 wurde er Assistent von Leopold Ružička, und im Jahre 1937 wurde er zum außerordentlichen Professor der speziellen organischen und physiologischen Chemie an der ETH Zürich ernannt. Ab 1938 übernahm er die Leitung des Pharmazeutischen Instituts der Universität Basel und 1946 zusätzlich den Lehrstuhl für Organische Chemie. Von 1960 bis 1967 war er Direktor des Instituts für Organische Chemie an der Universität Basel.
1927 heiratete er Henriette Louise Quarles van Ufford, das Paar hatte eine Tochter.

## Entdeckungen, Entwicklungen und Nobelpreis
Für die Entdeckungen bei den Hormonen der Nebennierenrinde, ihrer Struktur und ihrer biologischen Wirkungen erhielt er 1950 gemeinsam mit Edward Calvin Kendall und Philip S. Hench den Nobelpreis für Medizin. Er war Mitglied der Schweizerischen Akademie der Medizinischen Wissenschaften.
Reichstein isolierte Hormone der Nebennierenrinde, klärte unter anderem die molekulare Struktur des lebenswichtigen Aldosterons auf und erkannte die therapeutische Wirksamkeit des Cortisons zur Behandlung rheumatischer Krankheiten. Er war in der zweiten Hälfte der 1930er Jahre einer derjenigen, die Cortison isolierten, und stellte 1937/38 als Erster Cortisol oder Hydrocortison her. 1932 stellte Tadeusz Reichstein die Ascorbinsäure (Vitamin C) durch die von ihm entwickelte Reichstein-Synthese her, die sich zur industriellen Produktion eignete. Nach seinem Verfahren produzierte das Pharmaunternehmen Hoffmann-La Roche bereits 1934 über 50 Kilogramm Vitamin C. Im Jahre 1935 entwickelte Reichstein den Wirkstoff Desoxycorticosteronacetat (DOCA), der auch in sehr schweren Fällen der Addisonschen Krankheit Verbesserungen zeigt. Es wurde von Ciba als Percorten vermarktet.
1952 wurde er in die National Academy of Sciences, 1957 in die American Academy of Arts and Sciences gewählt.
Nach seiner Emeritierung 1967 widmete er sich dem Studium der Farne und beschrieb unter anderen den Farn Asplenium creticum. Sein botanisches Autorenkürzel lautet Reichst. Zudem bearbeitete er die Familie der Streifenfarngewächse (Aspleniaceae) in dem in 3. Auflage von Karl Ulrich Kramer herausgegebenen Werk von Gustav Hegi: Illustrierte Flora von Mitteleuropa.
Reichstein war der erste Nobelpreisträger, der das 99. Lebensjahr vollendete.

## Schriften (Auswahl)
- Eine wirksame kristallinische Substanz aus der Rinde der Nebenniere, Corticosteron. Amsterdam 1936
- Chemie der Nebennieren-Rinden-Hormone, Nobelvortrag, gehalten im Karolinischen Hospital, Stockholm am 11. Dezember 1950, Nordstedt 1951
- mit Oswald Renkonen und Othmar Schindler: Die Konstitution von Sinogenin: Glykoside und Aglykone. Zagreb 1957
- Die Zucker der herzaktiven Glykoside. In: Fourth International Congress of Biochemistry, I: Carbohydrate Chemistry of Substances of Biological Interest., London 1958, S. 124–139.
- mit Bernhard Lang und M. Maturova: Isolierung der Substanzen aus „Gloriosa superba Levin“. Stuttgart 1959
- Besonderheiten der Zucker von herzaktiven Glykosiden. Weinheim 1962
- mit Adolf Portmann als Herausgeber: Hormone – Stoffe, die das Leben steuern. Basel 1967